# Anomis
Anomis là một chi bướm đêm thuộc họ Erebidae.

## Các loài
- Anomis albitibia (Walker, [1858])
- Anomis combinans (Walker, [1858])
- Anomis definata Lucas, 1894
- Anomis editrix (Guenée, 1852)
- Anomis erosa Hübner, 1821
- Anomis exacta Hübner, 1822
- Anomis figlina Butler, 1889
- Anomis flava (Fabricius, 1775)
- Anomis hawaiiensis (Butler, 1882)
- Anomis illita Guenée, 1852
- Anomis impasta Guenée, 1852
- Anomis involuta (Walker, [1858])
- Anomis luridula Guenée, 1852
- Anomis lyona (Swinhoe, 1919)
- Anomis nigritarsis (Walker, [1858])
- Anomis noctivolans (Butler, 1880)
- Anomis planalis (Swinhoe, 1902)
- Anomis privata (Walker, 1865) (=Anomis commoda (Butler, 1878))
- Anomis psamathodes (Turner, 1902)
- Anomis sabulifera Guenée, 1852
- Anomis schistosema Hampson, 1926
- Anomis scitipennis Walker, 1864
- Anomis texana Riley, 1885
- Anomis vulpicolor (Meyrick, 1928)

## Hình ảnh

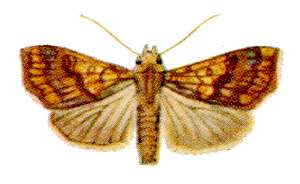